# 井笠バスカンパニー
株式会社井笠バスカンパニー（いかさバスカンパニー、英文社名Ikasa Bus Company）は、岡山県南西部および広島県東部にて路線バス事業および貸切バス事業を営む企業である。両備グループに属する両備ホールディングスの孫会社。

## 概要
井笠バスカンパニーは、福山市を中心に路線バス事業を営む中国バスの100%子会社で、岡山県笠岡市、井原市、小田郡矢掛町、浅口市、倉敷市、広島県福山市の路線バス事業を営む。PASPYは、福山営業所の車両（福山ナンバー）のみ使用可能であるが、PASPYの廃止に伴い、2025年3月30日にICOCAを導入予定。 また、貸切バス事業も営んでいる。
かつて、岡山県笠岡市、井原市、矢掛町、浅口市、倉敷市、広島県福山市の路線バス事業は、井笠鉄道が営んでいた。しかし、利用者の減少などに伴う経営悪化により、井笠鉄道は2012年10月末をもってバス事業を廃止することとなった。緊急処置として、株式会社中国バスが社内分社として中国バス・井笠バスカンパニーを設立し、道路運送法第21条により、暫定運行を行った。2013年1月16日、中国バス100％出資の井笠バスカンパニーが設立され、路線を受け継いだ。

## 沿革
- 2012年11月01日 - 株式会社中国バス・井笠バスカンパニーにより社内カンパニーでの暫定運行開始[注釈 2]。
- 2013年01月16日 - 株式会社井笠バスカンパニーが中国バスの子会社として設立。
- 2013年04月01日 - 株式会社井笠バスカンパニーが、株式会社中国バス・井笠バスカンパニーから笠岡市・井原市・矢掛町・浅口市・倉敷市での路線バス事業を承継し、営業開始。 株式会社中国バス・井笠バスカンパニーは、株式会社中国バス・井笠バス福山カンパニーに改組[4]して、引き続き福山市完結の路線を社内カンパニーで担当する事となった。
- 2013年10月01日 - 株式会社井笠バスカンパニーが、株式会社中国バス・井笠バス福山カンパニーを受け継いで福山営業所とし、福山市での路線バス事業を開始。これをもって暫定運行から本格運行への移行が完了した（親会社と重複する一部路線は暫定運行終了日の9月30日付で廃止して整理）[5]。
- 2018年09月01日 - 新倉敷駅〜玉島中央町の区間で、両備バスのHareca定期券で井笠バスを利用できる定期券共通乗車制度を開始（ただし、井笠バスの紙式定期券で両備バスを利用することはできない）[6][7]。
- 2025年3月30日 - 福山営業所の車両（福山ナンバー）のみPASPYの廃止に伴い、福山営業所・笠岡営業所ともにICOCAを導入予定。

## 運行路線
2014年3月現在の営業路線は以下の通りである。
2017年4月1日より福山駅前・東福山駅前発着路線で路線番号を導入している。
2019年より新倉敷駅前発着路線で路線番号を導入している。
中国バス・鞆鉄道との共通区間において、定期券の共通利用が可能（共通する全区間で適用）。
両備バスとの共通区間において、両備バスのHareca定期券の共通利用が可能（新倉敷駅 - 玉島中央町線のみで適用。ただし、井笠バスカンパニーの紙式定期券で両備バスを利用することはできない）

### 笠岡駅前発着
今井循環線
- 3-6 笠岡駅前 - 笠高入口 - 田頭 - 今井小学校前 - 病院前 - 今井農協前 - 富岡 - 笠岡港 - 笠岡駅前
  - 2021年10月1日から土曜日・日曜日・祝日運休。

笠岡〜矢掛線
- 3-2（笠岡市民病院（構内） -） 笠岡駅前 - 笠高入口 - 追分 - 吉田 - 新山 - 小田東 - 東川面 - 矢掛高校前 - 井原線矢掛駅 - 矢掛（小林）
  - 笠岡市民病院（構内） - 笠岡駅前間は平日のみ運行。

- 3-3 井原線矢掛駅 → 矢掛（小林） → 東川面 → 小田東 → 新山 → 吉田 → 追分 → 笠高入口 → 笠岡駅前
  - 平日朝1便のみ運行。

笠岡〜大井ハイランド〜尾坂線
- 3-5 笠岡駅前 - 笠高入口 - 追分 - （大井南三丁目） - 吉田 - 尾坂上
  - 平日のみ運行。

笠岡〜山王口〜井原線
- 3-1（笠岡市民病院（構内） -） 笠岡駅前 - 追分 - 宮の端 - 山王口 - 井原駅 - 井原バスセンター - 井原市民病院
  - 笠岡市民病院（構内） - 笠岡駅前間は平日のみ運行。

笠岡〜福山線
- 24-1/2-4 笠岡駅前 - 笠岡市民病院前（国道2号） - 吉浜 - 金浦中入口 - 篠坂 - 坪生峠 - 坪生 - 坪生公園前 - 浦上 - 培遠中学校前 - 蔵王東 - 広尾 - 奈良津 - 福山駅前
  - 全便笠岡営業所担当のため、坪生〜坪生公園前、培遠中学校前〜福山駅間でPASPY定期券を利用する場合は券面を乗務員に提示。
  - 2021年10月1日から土曜日・日曜日・祝日運休。

笠岡〜広東線
- 2-2 笠岡駅前 - 笠岡市民病院前（国道2号） - 大井ハイランド西口 - 入田入口 - 入田農協 - 上篠坂 - 広東

笠岡〜城見台団地〜総合スポーツ公園〜笠岡線
- 2-3 笠岡駅前 - 笠岡市民病院前（国道2号） - 生江浜 - 笠岡総合スポーツ公園前 - 水と緑のふれあい広場前 - 茂平東 - 茂平橋 - 城見台団地 - 大宜西 - 生江浜西 - 生江浜 - 笠岡市民病院前（国道2号） - 笠岡駅前（城見台先回り・笠岡総合スポーツ公園前先回り）

笠岡〜竹田〜乗時線
- 4-2 笠岡駅前 - 笠岡港 - 市民会館・竹喬美術館前 - 東中前 - 大島小学校 - 竹田 - 乗時
  - 2021年10月1日から土曜日・日曜日・祝日運休。

笠岡〜市民病院〜外浦〜寺間〜笠岡線（神島線）
- 4-3/4-4/4-5 笠岡駅前 - 笠岡港 - 市民会館・竹喬美術館前 - 東中前 - カブトガニ博物館 - 中村口 - 神島外浦 - 寺間排水機場 - （見崎 ← 御手洗池 ← 見崎） - 寺間排水機場 - 中村口 - 東中前 - カブトガニ博物館 - 市民会館・竹喬美術館前 - 笠岡港 - 笠岡駅前
  - 左回りのみ見崎・御手洗池経由で運行。

美の浜線
- 4-1 笠岡駅前 - 笠岡税務署前 - 市民会館・竹喬美術館前 - 美の浜バスターミナル （- カブトガニ博物館 - 道の駅笠岡ベイファーム）
  - 美の浜バスターミナル - 道の駅笠岡ベイファーム間は季節運行。

### 新倉敷駅前発着
新倉敷〜寄島線（新倉敷駅〜玉島中央町間は両備バスと共同運行）
- 92 新倉敷駅 - 玉島中央町 - 玉島西中入口 - （玉島協同病院） - 黒崎 - 沙美 - 南浦 - 東安倉 - 寄島総合支所
  - 平日のみ玉島協同病院経由で運行。
  - 新倉敷駅〜玉島中央町間で両備バスのHareca定期券を利用する場合は券面を乗務員に提示。ただし、井笠バスの紙式定期券で両備バスを利用することはできない。

### 福山駅前発着
福山〜井原線
- 1/15 福山駅前 - 奈良津 - 薮路住宅前 - 横尾駅前 - 横尾 - 蓮池 - 神辺駅前 - 御野学校前 - 高屋 - 井原駅 - 井原バスセンター
  - PASPY定期券は蓮池〜井原バスセンター間停留所発着は発行せず。発行区間で笠岡営業所担当便を利用する場合は券面を乗務員に提示。PASPYの入金・プリペイド利用は福山営業所担当便のみ可能。

福山〜篠坂線
- 2-4/24 福山駅前 - 奈良津 - 広尾 - 蔵王東 - 培遠中学校前 - 春日池ニュータウン - 東陽台上 - 坪生公園前 - 坪生 - 坪生峠 - 篠坂
  - PASPY定期券は坪生峠〜篠坂間停留所発着は発行せず。発行区間で笠岡営業所担当便を利用する場合は券面を乗務員に提示。PASPYの入金・プリペイド利用は福山営業所担当便のみ可能。

福山〜福山市民病院〜春日池ニュータウン〜伊勢丘三丁目線（それまで終点だった春日池ニュータウンから路線延伸）
- 2-3/23 福山駅前 - 奈良津 - 広尾 - 福山市民病院 - 日吉台団地 - 培遠中学校前 - 春日池ニュータウン - 幕山口 - 伊勢丘三丁目

福山〜東深津〜伊勢丘〜坪生線
- 2-5/25 福山駅前 - 東深津 - 東福山駅北口 - 広大附属校前 - 高屋団地 - 伊勢丘三丁目 - 幕山口 - 東陽台上 - 坪生公園前 - 坪生

福山〜国道〜福山市民病院〜中国中央病院線
- 8-3/83 福山駅前 - 新橋 - 千間土手東 - 広尾 - 福山市民病院 - 十九軒屋 - フジグラン前 - 中国中央病院
  - 中国中央病院線は中国バス（12号線・1号線2系統：奈良津・横尾駅前経由）も運行されている。
  - 中国中央病院で北振バスのフジグラン前・中国中央病院 - 粟根 - 山野田原線・フジグラン・中国中央病院 - 粟根 - 広瀬中学校前・楠田線と接続。ただし北振バスではPASPY・全国交通系ICカードは使用できない。

まわローズ
- 02 （青ルート）福山駅北口 → 伏見町 →  入船町 → 東警察署前 → 三吉町南 → すこやかセンター前 → 新橋 → リーデンローズ入口 → ばら公園前 → 霞町 → 市役所東 → 福山駅前 → 市役所北 → リム・ふくやま前 → 福山駅北口
  - 赤ルート（01号線、青ルートの逆回り）は2019年3月末をもって廃止。
  - 中国バス、鞆鉄道と共同運行。1乗車につきおとな（中学生以上）160円、こども（小学生）80円
  - 定期券は紙・PASPYとも利用不可。

### 東福山駅前発着
東部循環線
- 26-2/26-1 福山市民病院 - 広尾（左回りのみ停車） - 蔵王東 - 培遠中学校前 - 春日池ニュータウン - 幕山口 - 伊勢丘三丁目 - 高屋団地 - 広大附属校前 - 東福山駅北口 - 広尾 - 福山市民病院

### 大門駅前発着
福山市東部ゾーンバス
- 27-1・27-2/2-7 鋼管病院 - 旭ヶ丘団地上 - ローズタウン中 - 伊勢丘団地入口 - 伊勢丘三丁目 - 伊勢丘団地 - 幕山口 - 鳳団地 - 大門高校前 - 大門駅北口
  - 中国バスと共同運行。2024年3月末までは中国バスの単独運行路線であった。
  - 土曜日・日曜日・祝日運休。
  - 大門高校前 - 大門駅北口の区間便（27号線2系統・2号線7系統）もある。
  - 大門駅北口は旧鴨方往来上に位置し、大門駅から北に約300m離れている。

### 廃止された系統
笠岡・福山 買物ライナー（2018年12月1日 - 2019年2月28日の実証運行）
- 笠岡駅前 → 笠岡市民病院前（国道2号） → 生江浜 → 生江浜西 → 大宜西 → 茂平橋 → 城見台団地 → 高丸団地 → 沖下団地 → 松井団地 → 坂里団地 → 沖下 → 石樋 → 北浜 → 大門 → 伊勢丘三丁目 → 伊勢丘六丁目
- 伊勢丘六丁目 → 伊勢丘三丁目 → 大門 → 北浜 → 石樋 → 松井団地 → 坂里団地 → 沖下 → 沖下団地 → 高丸団地 → 城見台団地 → 茂平橋 → 大宜西 → 生江浜西 → 生江浜 → 笠岡市民病院前（国道2号） → 笠岡駅前
  - 全便笠岡営業所担当のため、PASPYは使用できない。

福山〜千間土手東〜東福山駅口〜宮の前線（2021年9月末をもって廃止）
- 82-1→8-2 福山駅前 → 新橋 → 千間土手東 → 東福山駅口 → 伊勢丘団地入口 → 大門 → 北浜 → 南浜 → 宮の前 → 沖下 → 石樋 → 北浜 → 大門 → 伊勢丘団地入口 → 東福山駅口 → 千間土手東 → 新橋 → 福山駅前
  - アサヒタクシー・グリーンタクシー・東和交通・谷本タクシー「大門地区乗合タクシー」（予約制乗合タクシー）に移行。

福山〜千間土手東〜東福山駅口〜旭ヶ丘団地線（2024年3月末をもって廃止）
- 82→8-2 福山駅前 → 新橋 → 千間土手東 → 東福山駅口 → 引野農協 → 旭ヶ丘団地下 → 四十分団地 → 旭ヶ丘団地 → 引野農協 → 東福山駅口 → 千間土手東 → 新橋 → 福山駅前
  - 1日2便のみ運行。

- 82→8-2 福山駅前 → 新橋 → 千間土手東 → 東福山駅口 → 藤五路 → ローズタウン中 → 旭ヶ丘団地下 → 四十分団地 → 旭ヶ丘団地 → 引野農協 → 東福山駅口 → 千間土手東 → 新橋 → 福山駅前
  - 1日2便のみ運行。
  - 2021年9月末までは中国バス（21号線3系統→2号線：手城経由、平日午前1便のみ運行）も運行されていた。
  - 「引野地区乗合タクシー」（予約制乗合タクシー）に移行。

### デマンドタクシー
いずれも予約制である。
大島中デマンド
- 笠岡市民病院（構内） - 笠岡駅前 - コムプラザ笠岡 - 正頭中（岡田商店前） - 乗時 - 松尾
  - 火曜日・木曜日・土曜日のみ運行（祝日は運休）。

尾坂デマンド
- 笠岡市民病院（構内） - 笠岡駅前 - 追分 - よしだ歯科前 - JA倉敷かさや北前 - 尾坂上
  - 月曜日・金曜日のみ運行（祝日は運休）。

中条デマンド
- 中国中央病院 - フジグラン前 - 湯田村駅 - ハローズ神辺店 - 神辺診療所前 - 中条局前 - 上三谷
  - 月曜日・水曜日・金曜日のみ運行（祝日は運休）。

- 神辺駅 - 神辺支所前 - 神辺診療所前 - 中条局前 - 上三谷
  - 月曜日・水曜日・金曜日のみ運行（祝日は運休）。

竹尋デマンド
- 福山市民病院 - 轟永谷集会所前 - 誠和ロータリー - 竹尋公民館 - 下竹田 - 上竹田境前
  - 水曜日のみ運行（祝日は運休）。

- ザ・ビッグ神辺店 - ハローズ神辺店 - 神辺駅 - まが医院前 - 竹田橋 - 竹尋公民館 - 誠和ロータリー - 下竹田 - 上竹田境前
  - 火曜日・木曜日・土曜日のみ運行（祝日は運休）。

- ハローズ神辺店 - ザ・ビッグ神辺店 - 唐橋 - 八尋上
  - 水曜日のみ運行（祝日は運休）。

## 営業所および車庫

### ナンバープレート
各営業所・車庫の配置車両のナンバープレートは以下の通り。
- 笠岡営業所、井原車庫、矢掛車庫 - 倉敷ナンバー（ご当地ナンバー）。ただし2006年10月10日以降の配置車両に限り、それ以前は岡山ナンバー。
- 福山営業所 - 福山ナンバー。

### 現行営業所・車庫
笠岡営業所管内
- 本社・笠岡営業所・美の浜車庫（美の浜バスターミナル内）
  - 岡山県笠岡市美の浜5番地

- 井原車庫（井原バスセンター内・北振バスと共用）
  - 岡山県井原市井原町700-1　

- 矢掛車庫（矢掛町観光駐車場内）
  - 岡山県小田郡矢掛町小林190-1

福山営業所管内
- 福山営業所（中国バス本社・多治米車庫内）
  - 広島県福山市多治米町六丁目12-31

## 車両

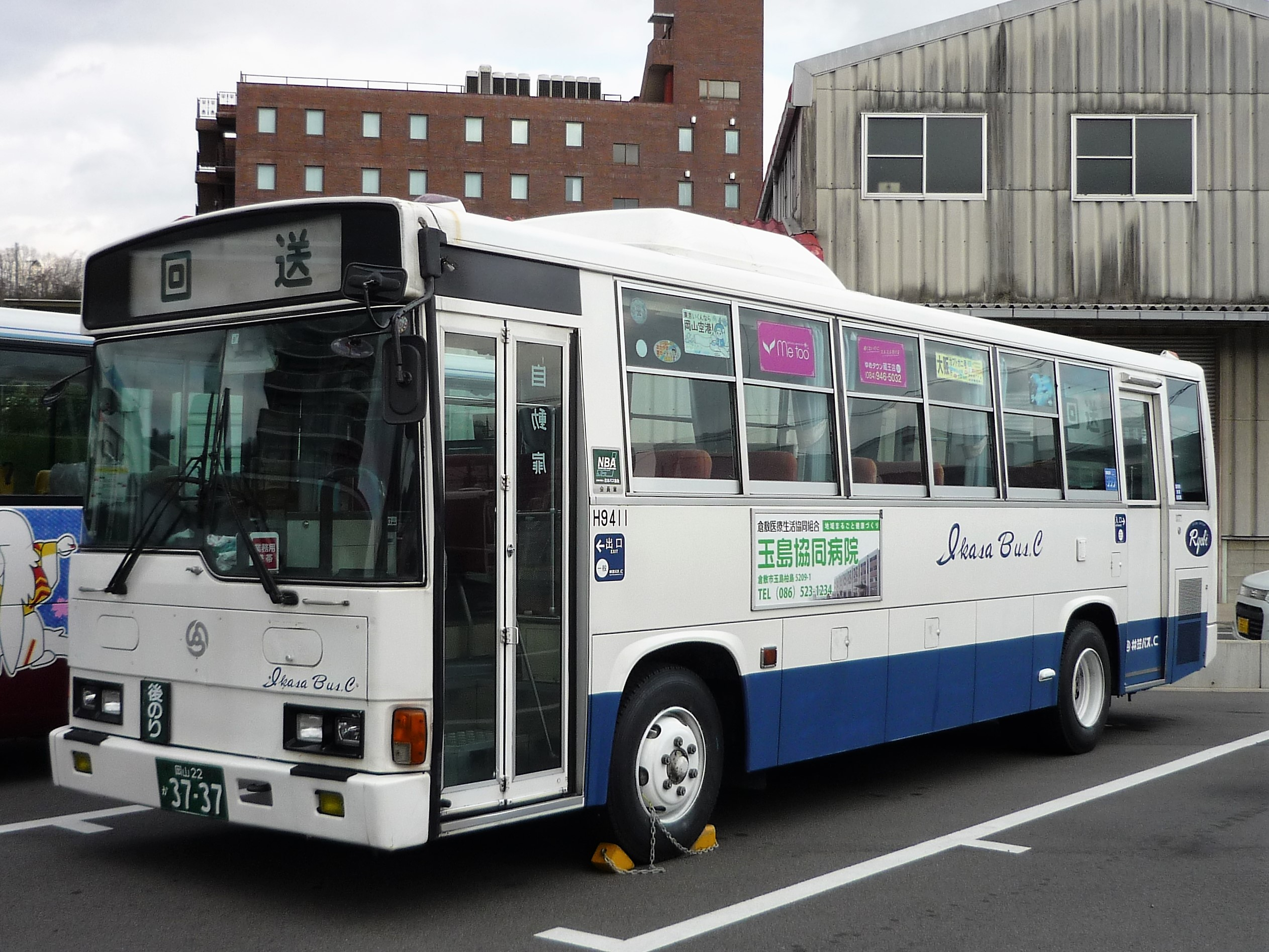
井原バスセンターに停車中の車両

両備ホールディングス傘下の中国バス・井笠バスカンパニー（井笠バス福山カンパニー）および井笠バスカンパニーとなった後、順次車両に両備グループのCIロゴ「RYOBI GROUP Ryobi」と新社章（両備ホールディングスと同じ）が入れられた。また車体後部の社名表記は、暫定運行時は「井笠バスカンパニー・（社章）中国バス」、井笠バスカンパニーによる本格運行移行後は「（社章）井笠バス.C」となっている。さらに、2013年度に中国バスから転籍した車両や2014年度に導入された新車から中国バスに準じた塗色（青・白）となり、側面には「Ikasa Bus.C」と表記されている。また在来車両も順次変更が行われている。2018年に導入された貸切車「ビンゴスター」は中国バスに準じた専用デザインの車両が投入されている。

### 車両番号について
井笠バスカンパニー・北振バスの車両には、1台ごとに車両番号と呼ばれる番号が付与されている。車両にはアルファベット1文字と4桁の番号が付けられており、以下の法則に基づいている。これは井笠鉄道からも継承されている。
例：Z1471
| Z        | 14   | 71       |
| -------- | ---- | -------- |
| メーカー | 年式 | 固有番号 |

- メーカー
  - F…三菱ふそう
  - H…日野
  - Z…いすゞ
  - N…日産
  - T…トヨタ
- 年式
  - 年式の西暦の下2桁
- 固有番号
  - 2桁で年式ごとの連番
  - 01〜70…井笠鉄道からの引継ぎ車および中国バスからの移籍車で、井笠鉄道・中国バス時代の番号を引き続き使用。
  - 71〜…井笠バスカンパニー発足後の新車